# اقتصاد ليبيا

مناطق إنتاج النفط في ليبيا

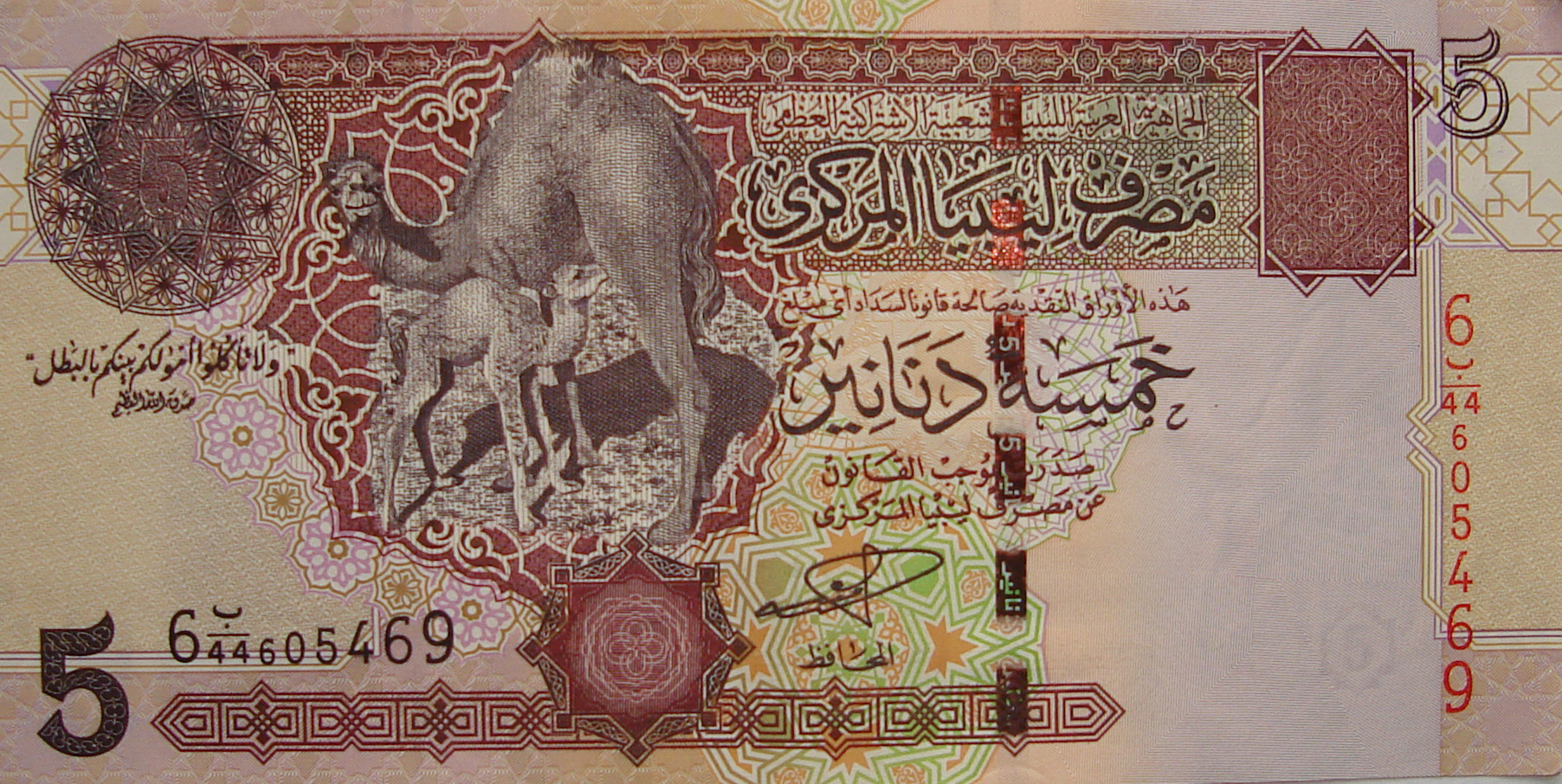
ورقة نقدية ليبية من فئة 5 دنانير ليبية

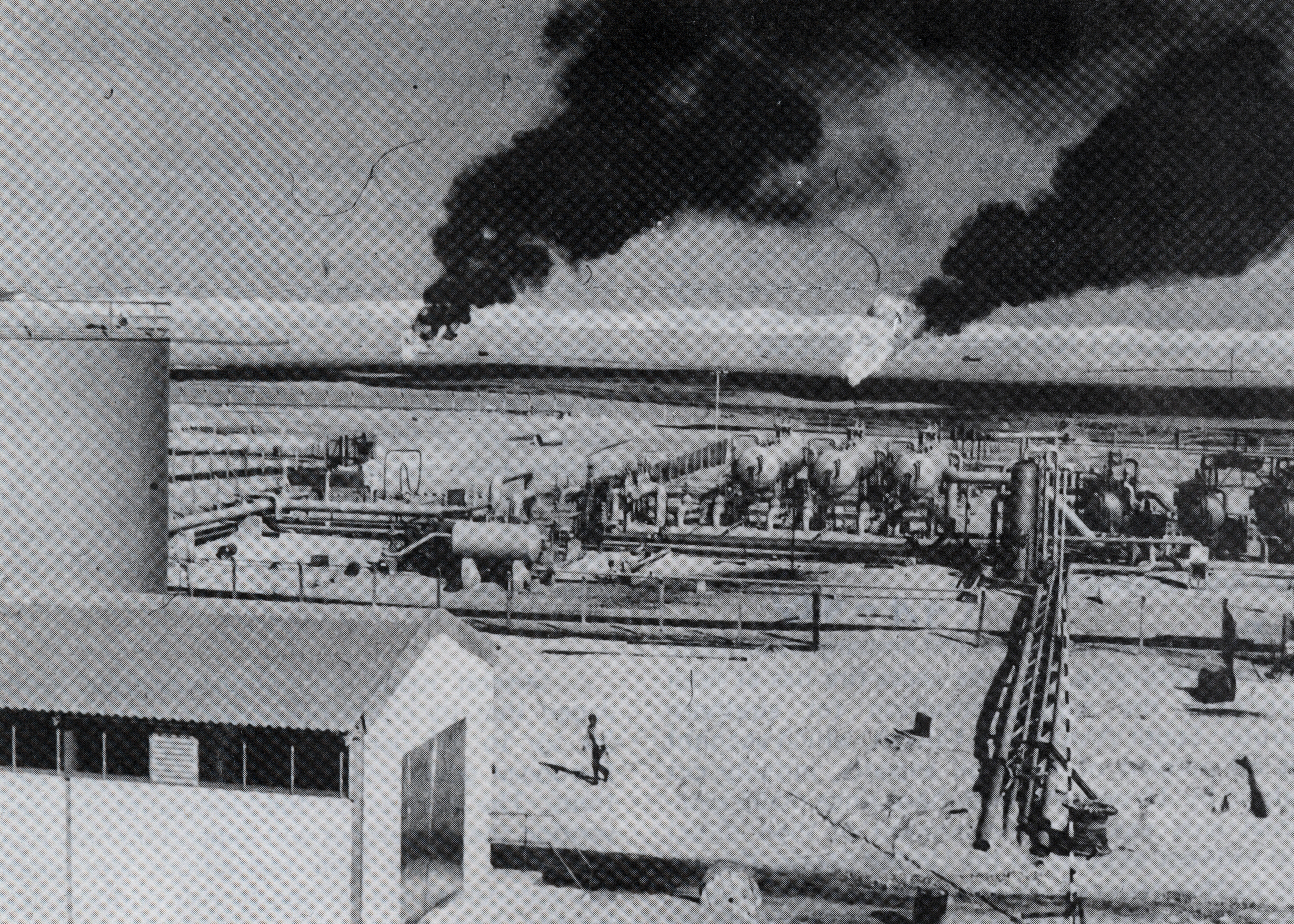
منشأة بترولية ليبية 1973

يبلغ حجم الاقتصاد الليبي نحو 80 مليار دولار (2010) وهو يعتمد على قطاع النفط ويدار مركزيا. وقد تأثر الاقتصاد الليبي سلبيا بفترة العقوبات الدولية في فترة الحصار خلال التسعينات، وقد عملت الحكومة الليبية إلى تفعيل الإصلاحات الاقتصادية بعد رفع العقوبات الدولية سنة 2003 والأميركية سنة 2004 عن ليبيا. واتخذت الحكومة الليبية عدة إجراءات لتقوية دور القطاع الخاص فخفضت أسعار الفائدة لتشجيع الطلب على القروض من قبل القطاع الخاص، وشجعت الاستثمار الخاص المحلي والأجنبي، ووضعت قانونا جديدا للضريبة، وألغت الامتيازات الجمركية للمؤسسات العامة، وخفضت الضرائب على الواردات.
أن تركة التحول الاشتراكي راكمت الكثير من المشاكل الاقتصادية التي أوصلت النشاط الاقتصادي إلى حالة من الشلل كان لها أكبر الأثر على تدني مستويات المعيشة لدى شريحة واسعة من الليبيين ارتبطت بشكل مباشر في تحول غالبية السكان عالة على الدولة من خلال ارتباط مصدر رزقهم بالمرتبات والمعاشات التي تصرف من الخزانة العامة أو عن طريق الشركات التابعة للقطاع العام والتي أخفق معظمها في النجاح بالمعايير الاقتصادية المعروفة. وبالرغم من التحولات التي يشهدها الاقتصاد الليبي خلال الأعوام الخمس الماضية، إلا أن النشاط الاقتصادي لا يزال ضيق جدا، ولا تزال هناك العديد من القيود على حركة رؤوس الأموال وحركة السلع، كما أن الأوضاع المعيشية لمعظم الليبيين لم تتحسن.
يجري في ليبيا دعم أسعار عدد من السلع الغذائية الأساسية، حيث تباع للمواطنين بأقل من سعر التكلفة، ويتم أيضا دعم أسعار الوقود والكهرباء كما أن خدمات التعليم والصحة تقدم مجّاناً.

## ملامح الاقتصاد الليبي

### الموارد الطبيعية
النفط، الغاز الطبيعي
- يشكل النفط نحو 94% من عائدات ليبيا من النقد الأجنبي و60% من العائدات الحكومية و30% من الناتج المحلي الإجمالي.
- تنتج ليبيا 1.6 مليون برميل يوميا من النفط وتعتزم زيادة إنتاجها إلى ثلاثة ملايين برميل يوميا اعتبارا من سنة 2014.
- معدل إنتاج النفط: 1.6 مليون برميل/يوم، وذلك من احتياطي مؤكد قدره: 41.5 مليار برميل.
- معدل إنتاج الغاز: 11,300,000,000 م³)=399×10000000000 قدم3/يوم، وذلك من احتياطي مؤكد قدره: ؟؟ مليار قدم3.

| الموضوع                                 | الكمية                             |
| --------------------------------------- | ---------------------------------- |
| احتياطي النفط المؤكد (2007 تقديرات)     | 41.5 مليار برميل                   |
| معدل إنتاج النفط (2006 تقديرات)         | 1.8 مليون برميل في اليوم (95% خام) |
| استهلاك النفط (2006 تقديرات)            | 284000 برميل في اليوم              |
| صافي النفط المصدر (2006 تقديرات)        | 1,525 مليون برميل في اليوم         |
| قدرة تكرير النفط (2006 تقديرات)         | 0.378 مليون برميل في اليوم         |
| احتياطي الغاز المؤكد (2007 تقديرات)     | 52.7 طن                            |
| معدل إنتاج الغاز الطبيعي (2006 تقديرات) | 399الف م3                          |
| استهلاك الغاز الطبيعي (2006 تقديرات)    | 206 الف م3                         |

### أهم الصناعات
الحديد والصلب – الإسمنت ومواد البناء – الصودا الكاوية – أسمدة اليوريا – الصناعات البتروكيماويات الأخرى.

### أهم المنتجات الزراعية
الشعير- القمح - الطماطم - بطاطس - زيتون - تمور - الخضراوات - الفواكه.

## البيانات الاقتصادية والمالية
- إجمالي الناتج اليومي : 160 مليون دولار (2009)
- معدل دخل الفرد 4400 دينار ليبي في السنة (2009)
- معدل التضخم: 1.77 % (2005)
- القوى العاملة: 2,249,758 (2004)
- نسبة البطالة: 37.00% وقد تصل إلى 44% في القري والأرياف [6]
- الصادرات: 23.8 مليار دولار
- الواردات: 6.3 مليارات دولار

## الميزان التجاري بين ليبيا والعالم
يشير الميزان التجاري إلى تحقيق فائضاً خلال الفترة من عام 1999 حتى عام 2002،حيث حقق فائض عام 2000 بلغ 6462 مليون دولار ثم انخفض في العام التالي بنسبة 30% إلى 4518 مليون دولار، ثم توالى الانخفاض في فائض الميزان التجارى في عام 2002 بنسبة 52% إلى 2185 مليون دولار.

## مؤشرات التجارة الخارجية
- الصادرات : 14 مليار دولار (القيمة فوب : تقديرات عام 2004).
- الواردات : 6.2 مليار دولار (القيمة فوب: تقديرات عام 2004).
- الميزان التجاري :7.8 مليار دولار (فائض لصالح ليبيا).
- أهم الصـادرات :
  - البترول (ويمثل 95.3 % من إجمالي الصادرات).
  - المواد الكيماوية وتمثل 4.7% من الصادرات (الصودا الكاوية - سماد اليوريا - سماد سلفات النشادر - الميثانول - البروبلين - الإيثلين - الأحماض - لدائن صناعية) - الحديد ومنتجاته.
- أهم الواردات :
  - آلات ومعدات نقل وتمثل 42.3% من الواردات.
  - منتجات غذائية وتمثل 17.1% من الواردات.
  - منتجات مصنعة مختلفة وأهمها الأجهزة الكهربائية والأدوية والملابس الجاهزة والمنتجات الجلدية والورقية والزجاجية ومواد البناء.
- أهم الشركاء التجاريين
  - تستورد من ليبيا:

إيطاليا (38%)- إسبانيا(13.4%)- ألمانيا(13.4%)- تركيا (7.1%)
- - تصدر إلى ليبيا:

إيطاليا(27.8%)- ألمانيا(10.5%)- تونس(7.6%)-إنجلترا(6%)
قطاع النفط يساهم بنسبة 24% منها، والباقي قطاعات غير نفطية تتمثل في الكيماويات (الصودا الكاوية – أسمدة اليوريا) ومنتجات الحديد والصلب وتساهم بنسبة 76%.

## المؤسسات والأجهزة الاقتصادية والتجارية

### المصارف
أصدرت ليبيا قانونا خاصا يسمح بفتح فروع ومكاتب للمصارف الأجنبية بحد أدنى لرأس المال المطلوب يبلغ 50 مليون دولار. ويهدف القانون الجديد إلى تفعيل عملية انفتاح الاقتصاد الليبي وتشجيع الاستثمارات الأجنبية. كما يسمح هذا القانون لليبيين بتأسيس شركات مالية بحد أدنى لرأس مال يبلغ 10 ملايين دولار.
- مصرف ليبيا المركزي ويتبعه :
  - مصارف تجارية : عددها 47 يعمل منها حاليا 42 وهناك (5) تحت الإنشاء0
    - مصرف الوحدة.
    - مصرف الجمهورية.
    - مصرف الصحارى.
    - المصرف التجاري الوطني.
    - المصرف الليبي الخارجي.

  - مصارف أهلية :
    - المؤسسة المصرفية الأهلية: وهي شركة مساهمة تشارك فيها جميع المصارف التجارية الأهلية.
    - المصرف الزراعي.
    - مصرف الادخار والاستثمار العقاري.
    - مصرف التجارة والتنمية.
    - مجموعة من المصارف الاهلية بكل مدينة.

## العملة

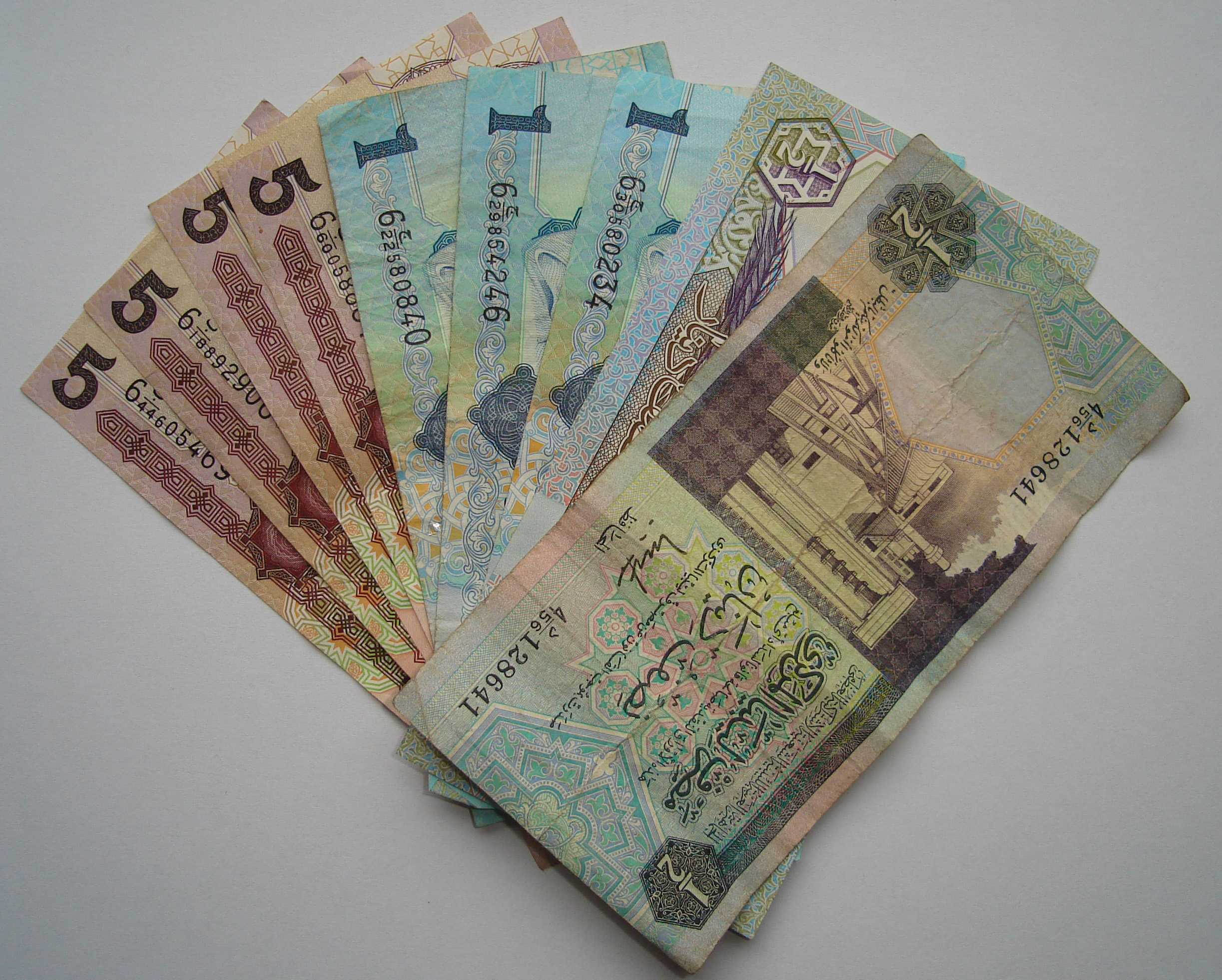
عملة ورقية

الدينار هو الوحدة الأساسية لعملة ليبيا. ويتكون الدينار من 1000 درهم، وهو مغطى بالذهب وقابل للتحويل إلى العملات الأجنبية ولا توجد قيود على عمليات التحويل النقدي من وإلى ليبيا. ويعادل الدولار الأمريكي 3.48 دينار.

## ملامح السوق الليبي
يتميز السوق الليبي بأنه سوق استهلاكي نشط نسبياً بعدد مستهلكيه الذين يزيدون عن (6) مليون نسمة والقدرة الشرائية المرتفعة لمعظم هؤلاء المستهلكين مقارنة بالأسواق المجاورة إضافة إلى ضعف مستوى منافسة المنتج المحلى وعدم وفاءه بمتطلبات المستهلك سواء فنياً أو سعرياً
كما أن السوق الليبي قريب نسبياً من مصادر التوريد لعدد من الدول العربية والأوروبية والأفريقية مما يجعل المنافسة فيه مفتوحة أمام السلع والمنتجات المتشابهة.
و يتم سد احتياجات الصناعات والمؤسسات العامة بنظام المناقصات وما تشترطه من ضرورة قيام الموردين بالتسجيل في السجلات المعدة لذلك للتأهيل للمشاركة في هذه المناقصات فإن القطاع الخاص الليبي والذي يتزايد دوره في نشاط الاستيراد يعتمد على الاتصال المباشر مع المصدرين سواء بزيارات من قبل هؤلاء المصدرين لمقار تواجد القطاع الخاص أو بزيارات يقوم بها التجار والمستوردين الليبيين للشركات المصدرة

## أنماط الاستهلاك
المستهلك الليبي يفضل التعامل في السلع ذات الأسماء العالمية – أو العبوات والأشكال المشابهة لها وإن اختلف الاسم العالمي.
بالنسبة للأغذية فإن المستهلك الليبي يعتمد في وجباته بصورة رئيسية على النشويات بالإضافة إلى الأرز ويستهلاك كميات كبيرة من الصلصات وزيت الذرة (تستورد ضمن السلع المدعمةً من قبل الدولة).
بالنسبة للملابس فيغلب على السوق الليبي نمط أسواق دول المغرب العربي من حيث الملابس المشغولة للسيدات والزى الليبي المشهور للرجال مع وجود طلب كبير على البنطلونات والقمصان والبدل من الماركات العالمية خاصة الإيطالية للشريحة ذات المستوى المرتفع والأصناف ذات الأسعار المنافسة أما بالنسبة للأحذية فالمستهلك الليبي يفضل الماركات الأوروبية.